# Karandili
Karandili (bułg. Карандили) – wieś w Bułgarii, w obwodzie Wielkie Tyrnowo, w gminie Elena. W 2024 roku liczyła 5 mieszkańców.